# Schrader (Familienname)

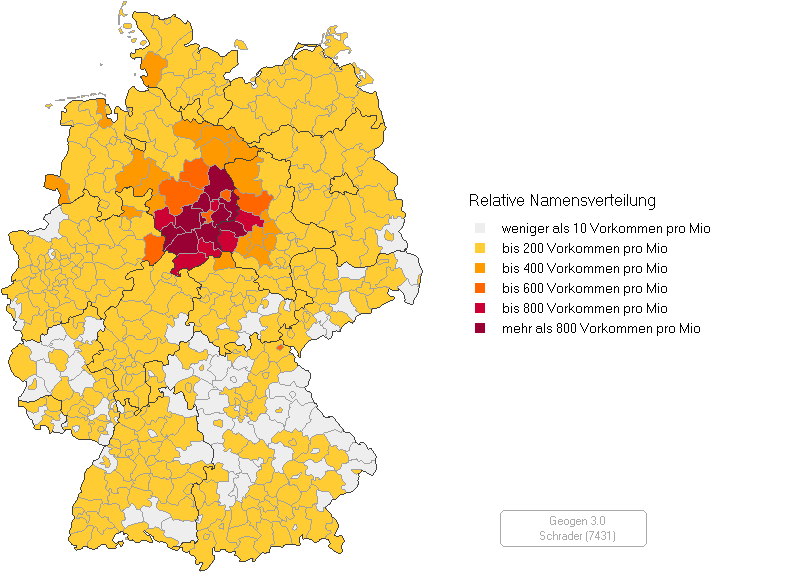
Relative Häufigkeit des Familiennamens Schrader in Deutschland (Stand: Mai 2010)

Schrader ist eine Variante des Familiennamens Schröder, der hauptsächlich im Gebiet zwischen Hannover, Hamburg und Berlin verbreitet ist.

## Namensträger

### A
- Achim Schrader (1934–2004), deutscher Soziologe
- Adolf Schrader (1915–2003), deutscher Mediziner und Neurologe
- Albrecht Schrader (* 1983), deutscher Komponist, Musiker und Entertainer
- Alexander Schrader (1887–1956), deutscher Politiker (NSDAP)
- Alfred Schrader (1924–2024), deutscher Dramaturg und Hörspielautor
- Angelica Schrader (1890–1976), deutsche Metallografin und Materialwissenschaftlerin
- Arno Schrader (* 1968), deutscher Rechtsanwalt, Autor und Lokalpolitiker
- August Schrader (Schriftsteller) (1815–1878), deutscher Dichter, Schriftsteller und Übersetzer
- August Schrader (Ingenieur) (1807–1894), deutschamerikanischer Kaufmann, Konstrukteur und Erfinder
- August Louis Detlev von Schrader (1810–1859), deutscher Landrat und Politiker

### B
- Bernhard Schrader (1931–2012), deutscher Professor für theoretische und Physikalische Chemie
- Bertha Schrader (1845–1920), deutsche Malerin und Grafikerin
- Bodo Schrader (1928–2018), deutscher Professor für das Lehr- und Forschungsgebiet „Elektronische Datenverarbeitung in der Geodäsie“
- Bruno Schrader (1861–1926), deutscher Pianist, Komponist und Musikschriftsteller

### C
- Carl Schrader (Astronom) (1852–1930), deutscher Astronom und Bryologe
- Carl Hans Schrader-Velgen (1876–1945), deutscher Genre- und Landschaftsmaler
- Carl Schrader (Widerstandskämpfer) (1902–1944), deutscher Genossenschaftler und Widerstandskämpfer
- Carly Coco Schrader (* 1994), deutsche Filmregisseurin
- Carmen Schrader (1913–2012), spanische Gerechte unter den Völkern
- Catharina Schrader (1656–1746), niederländische Hebamme
- Christian Schrader (Politiker) (1868–1932), deutscher Druckereiunternehmer und Politiker (SPD)
- Christian Schrader (Rechtswissenschaftler) (* 1959), deutscher Rechtswissenschaftler, Richter und Hochschullehrer
- Christian Friedrich Schrader (1739–1816), deutscher Botaniker, Romanist und Lexikograf
- Christoph Schrader (latinisiert Christophorus Schraderus; 1601–1680), deutscher Theologe, Philologe und Hochschullehrer
- Christoph von Schrader (1642–1713), Gesandter auf dem Reichstag zu Regensburg, siehe Schrader (Adelsgeschlecht, 1708)
- Christoph Bernhard Schrader (1573–1638), deutscher Jurist, Sekretär des Hansekontors in Bergen und Ratsherr der Hansestadt Rostock
- Christopher Schrader (* 1962), deutscher Wissenschaftsjournalist und Autor
- Clemens Schrader (1820–1875), deutscher katholischer Theologe und Jesuit

### D
- Diederich Heinrich Schrader (1801–1847), deutscher Schwimmmeister
- Detlev Barthold von Schrader (1738–1830), Drost, Landdrost, Oberhauptmann

### E
- Eberhard Schrader (1836–1908), deutscher Alttestamentler und Orientalist
- Eckard Schrader (1945–2021), deutscher Fotograf und Sachbuchautor
- Eduard von Schrader (1779–1860), deutscher Rechtswissenschaftler und Hochschullehrer
- Edwin Schrader, dänischer Bahnradsportler und Weltmeister
- Ehrhard Schrader (Politiker) (* 1927), deutscher Politiker (DBD)
- Eleonore Schrader (* 1952), deutsche Fußballspielerin
- Emil Schrader (1878–1948), deutscher Jurist und Richter
- Ernst von Schrader (Offizier) (1781–1848), deutscher Generalleutnant, Stadtkommandant von Braunschweig
- Ernst Schrader (Schriftsteller) (1852–1911), deutscher Lehrer und Schriftsteller
- Ernst Schrader (Gewerkschafter) (1877–1936), deutscher Polizeibeamter, Verbandsfunktionär und Gewerkschaftsführer
- Ernst August Schrader (1931–2021), deutscher Manager und Mäzen
- Ernst Barthold von Schrader (1800–1872), deutscher Gutsbesitzer und Parlamentarier

### F
- Felix Schrader (* 1997), deutscher Para-Eishockeyspieler
- Franz Schrader (Geograph) (1844–1924), deutsch-französischer Geograph
- Franz Schrader (Biologe) (1891–1962), deutsch-amerikanischer Zellbiologe
- Franz Schrader (Priester) (1919–2007), deutscher Priester und Kirchenhistoriker
- Frederick Franklin Schrader (1857–1943), US-amerikanischer Autor und Herausgeber
- Friedrich Schrader (Militärarzt) (1837–1896), deutscher Militärarzt
- Friedrich Schrader (1865–1922), deutscher Philologe, Schriftsteller und Journalist
- Friedrich Schrader (Admiral) (1865–1937), deutscher Vizeadmiral
- Friedrich Georg Schrader (1797–1875), deutscher Verwaltungsjurist und Richter
- Friedrich Heinrich Schrader (1857–1921), deutscher Politiker
- Friedrich Nicolaus Schrader (1793–1859), deutscher Arzt
- Friedrich Otto Schrader (1876–1961), deutscher Indologe
- Fritz Schrader (Unternehmer) (?–1848), deutscher Kaufmann und Unternehmensgründer
- Fritz Schrader (Bürgermeister) (1894–nach 1969), deutscher Spediteur und Bürgermeister von Bad Harzburg

### G
- Georg Schrader (Geistlicher) (Georgius Schrader; † 1683), deutscher Geistlicher, Superintendent in Hardegsen
- Georg Schrader (Politiker), deutscher Volkswirt und Politiker, MdPL Hannover
- Georg August Friedrich Henning von Schrader (1775?–1834), deutscher Forstbeamter
- Georg Wilhelm Schrader (Tiermediziner) (1788/1792–1869), deutscher Tiermediziner und Autor
- Georg Wilhelm Schrader (1847–1914), deutscher Heimatdichter, siehe Wilhelm Schrader (Heimatdichter)
- Gerhard Schrader (Schriftsteller) (1850–1917), deutscher Schriftsteller
- Gerhard Schrader (Mediziner) (1900–1949), deutscher Rechtsmediziner und Hochschullehrer
- Gerhard Schrader (Chemiker) (1903–1990), deutscher Chemiker
- Gerhard Schrader (Archivar) (1909–1941), deutscher Archivar
- Gerhard Schrader (Fußballspieler) (* 1940), deutscher Fußballspieler
- Goetz Schrader (1908–1997), deutscher Kameratechniker
- Günter Schrader, deutscher Fußballspieler
- Gustav Schrader (Politiker, 1829) (1829–1903), Mitglied des Preußischen Abgeordnetenhauses
- Gustav Schrader (Ornithologe) (1852–1942), deutscher Naturaliensammler, Naturalienhändler und Ornithologe

### H
- HD Schrader (* 1945), deutscher Bildhauer
- Halwart Schrader (* 1935), deutscher Automobilhistoriker
- Hans Schrader (1869–1948), deutscher Klassischer Archäologe
- Hans Christian Schrader (* 1952), deutscher Buchautor und Diplom-Psychologe
- Hans-Dieter Schrader (1929–2004), deutscher Politiker (SPD) und Mitglied des Niedersächsischen Landtages
- Hans-Hermann Schrader, deutscher Datenschutzexperte
- Hans-Jürgen Schrader (* 1943), deutscher Literaturwissenschaftler
- Hans-Otto Schrader (* 1956), deutscher Manager
- Hans-Wilhelm Schrader (1889–1958), deutscher Verwaltungsjurist und Richter
- Harald Schrader (* 1944), deutscher Neurologe
- Heiko Schrader (* 1958), deutscher Soziologe
- Heinrich Schrader (Musiker) (1844–1911), deutscher Chorleiter, Organist und Hochschullehrer
- Heinrich Schrader (Maler) (1876–1936), deutscher Maler
- Heinrich Schrader (Fechter) (1878–nach 1912), deutscher Fechter
- Heinrich Schrader (Politiker), deutscher Politiker (SPD), MdL Preußen
- Heinrich Adolf Schrader (1767–1836), deutscher Botaniker und Mykologe
- Heinrich Bernhard Schrader von Schliestedt (1706–1773), deutscher Adliger und Landesminister
- Heinrich Eduard Siegfried von Schrader (1779–1860), deutscher Rechtswissenschaftler
- Heinrich Julius Friedrich von Schrader (1764–1829), deutscher Jurist
- Heinz Schrader (1910–1990), deutscher Maschinenbauingenieur und Professor für Strömungsmaschinen
- Henning Schrader (* 1940), deutscher Politiker (CDU) und Mitglied des Niedersächsischen Landtages
- Henriette Schrader-Breymann (1827–1899), deutsche Pädagogin, Gründerin von Bildungs- und Erziehungsinstitutionen, Förderin der Fröbelpädagogik und der Frauenbildung
- Hermann Schrader (Journalist) (1841–1899), deutscher Kaufmann, Druckereibesitzer, Redakteur, Gründer der bis 1943 erschienenen Provinzial-Zeitung sowie Kommunalpolitiker in Bockenem
- Hermann Schrader (Philologe) (1841–1916), deutscher Klassischer Philologe und Lehrer
- Hermann Schrader (Politiker) (1844–1899), deutscher Jurist und Politiker, MdL Braunschweig
- Hermann Schrader (Jurist) (1885–1968), deutscher Jurist
- Hermann Schrader (Radsportler) (1904–1996), deutscher Radsportler
- Hermann T. Schrader (Hermann Theodor Schrader; 1860–1934), australischer Musiker und Komponist
- Hilde Schrader (1910–1966), deutsche Schwimmerin
- Hugo Schrader (Kamerahersteller) (vor 1900–1940), deutscher Kamerahersteller
- Hugo Schrader (Schauspieler) (1902–1993), deutscher Schauspieler und Synchronsprecher

### I
- Inge Becker-Schrader (1921–2003), deutsche Malerin und Grafikerin

### J
- Janik Schrader (* 1999), deutscher Handballspieler
- Johann Christoph Schrader (1683–1744), deutscher Apotheker und Kaufmann
- Johann Gottlieb Friedrich Schrader (1763–1833), deutscher Physiker und Chemiker
- Johann Hermann Schrader (1684–1737), deutscher evangelischer Pfarrer und Kirchenlieddichter
- Jürgen Schrader (Manager) (1931–2019), deutscher Industriemanager
- Jürgen Schrader (Mediziner) (*  1942), deutscher Kardiologe und Hochschullehrer
- Jürgen Gerhart Schrader (Jürgen Gerard Schrader; vor 1689–nach 1725), deutscher Bildhauer der Renaissance
- Julie Schrader (1881–1939), deutsche Schriftstellerin
- Julius Schrader (1815–1900), deutscher Maler

### K
- Karl Schrader (Politiker, 1834) (1834–1913), deutscher Politiker (FSV), MdR
- Karl von Schrader (1848–1896), deutscher Rittergutsbesitzer und Hofbeamter
- Karl Schrader (Gewerkschafter) (1868–?), deutscher Gewerkschafter und Vorsitzender der Gewerkschaft Deutscher Textilarbeiterverband
- Karl Schrader (Richter) (1876–1957), deutscher Jurist und Richter
- Karl Schrader (Pädagoge) (1898–1977), deutscher Pädagoge
- Karl Schrader (Politiker, 1899) (1899–1971), deutscher Politiker (SPD)
- Karl Schrader, eigentlicher Name von Paul Körner-Schrader (1900–1962), deutscher Schriftsteller
- Karl Schrader (Karikaturist) (1915–1981), deutscher Karikaturist
- Karolina Schrader, deutsche Sängerin und Songwriterin
- Ken Schrader (* 1955), US-amerikanischer Automobilrennfahrer
- Kurt Schrader (Politiker, 1949) (* 1949), deutscher Politiker (CDU)
- Kurt Schrader (Politiker, 1951) (* 1951), US-amerikanischer Politiker

### L
- Leif Schrader (* 1969), deutscher Politiker (FDP)
- Leonard Schrader (1943–2006), US-amerikanischer Autor, Filmregisseur und
- Lina von Schrader (* 2004), deutsche Fußballspielerin
- Lorenz Schrader (1538–1606), Osnabrücker Rat.
- Ludolph Schrader (1531–1589), deutscher Jurist und Hochschullehrer
- Ludwig Schrader (Romanist) (1932–2014), deutscher Romanist und Hispanist
- Ludwig Albrecht Gottfried Schrader (1751–1815), deutscher Jurist
- Ludwig Christian Schrader (1815–1907), deutscher Geistlicher und Politiker, MdR

### M
- Maike Schrader  (1971–2004), deutsche Sportlerin
- Marcus Timo Schrader (* 1965), deutscher Schauspieler und Sänger, siehe Tima die Göttliche
- Margarete Schrader (1915–2001), deutsche Schriftstellerin
- Maria Schrader (* 1965), deutsche Schauspielerin, Regisseurin und Drehbuchautorin
- Marianna Schrader (1882–1970), deutsche Benediktinerin
- Mathis Schrader (* 1946), deutscher Schauspieler, Regisseur und Hörspielsprecher
- Meeno Schrader (* 1961), deutscher Fernsehmoderator und Unternehmer im Bereich der Meteorologie
- Michael Schrader (* 1987), deutscher Zehnkämpfer
- Mona Schrader (* 1990), Unternehmerin und Sommelière

### N
- Niklas Schrader (* 1981), deutscher Politiker (Die Linke)
- Nikolaas von Schrader (* 1992), österreichischer Schauspieler

### O
- Otto Schrader (Indogermanist) (1855–1919), deutscher Indogermanist
- Otto Schrader (1876–1961), deutscher Indologe, siehe Friedrich Otto Schrader
- Otto von Schrader (1888–1945), deutscher Admiral
- Otto Schrader (Fußballspieler) (* 1921), deutscher Fußballspieler

### P
- Paul Schrader (Bürgermeister) (1673–1729), Bürgermeister in Braunschweig
- Paul Schrader (Regisseur) (* 1946), US-amerikanischer Drehbuchautor und Filmregisseur
- Paul Körner-Schrader (eigentlich Karl Schrader; 1900–1962), deutscher Schriftsteller
- Paul August Schrader (1728–1780), Braunschweiger Hofrat
- Paul T. Schrader (* 1977), deutscher Rechtswissenschaftler
- Peter Schrader (um 1595–1654), deutscher Münzwardein und Münzmeister

### R
- Richard Schrader (Politiker) (1911–1985), deutscher Kommunalpolitiker (CDU)
- Richard Schrader (Chemiker) (1915–2003), deutscher Chemiker und Hochschullehrer
- Robert Schrader (1939–2015), deutscher theoretischer und mathematischer Physiker
- Rüdiger Schrader (* 1957), deutscher Fotograf und Journalist
- Rudolf Schrader (1908–1991), deutscher Landwirt und Politiker (CDU)

### S
- Sabine Schrader (* 1965), deutsche Romanistin
- Santina Maria Schrader (* 1967 oder 1969), deutsche Schauspielerin und Sängerin
- Sebastian Schrader (* 1978), ein deutscher Maler
- Susanne Schrader (* 1959), deutsche Rettungsschwimmerin

### T
- Theodor Schrader (Heimatforscher, 1844) (1844–1917), deutscher Jurist und Heimatforscher (Hamburg)
- Theodor Schrader (Heimatforscher, 1876) (1876–1953), deutscher Heimatforscher (Hannover)
- Theodor Friedrich Schrader (Pseudonym Ludolph Schleier; 1811–??), deutscher Kaufmann und Schriftsteller
- Thomas Schrader (* 1958), deutscher Chemiker und Hochschullehrer

### U
- Ulrike Schrader (* 1960), deutsche Literaturwissenschaftlerin und Historikerin; Leiterin der Begegnungsstätte „Alte Synagoge“ in Wuppertal
- Uwe Schrader (Regisseur) (* 1954), deutscher Filmregisseur, Produzent und Drehbuchautor
- Uwe Schrader (Politiker) (* 1959), deutscher Politiker (FDP)

### W
- Walter Schrader (1929–2013), deutscher Maler, Zeichner, Illustrator und Hochschullehrer
- Walther Schrader (1879–1955), deutscher Pädagoge und Politiker (DStP)
- Werner von Schrader (1840–1922), deutscher Richter und Politiker
- Werner Schrader (Widerstandskämpfer) (1895–1944), deutscher Lehrer, Offizier und Widerstandskämpfer
- Werner Schrader (Autor) (1928–2007), deutscher Pädagoge und Autor
- Wilhelm Schrader (Pädagoge) (1817–1907), deutscher Pädagoge und Klassischer Philologe
- Wilhelm Schrader (Heimatdichter) (1847–1914), deutscher Zollbeamter und Heimatdichter
- Wilhelm Schrader (Heimatforscher) (1893–1978), deutscher Heimatforscher, Publizist und Verleger
- Wilhelm Schrader (Diplomat) (1914–2006), deutscher Volkswirt und Diplomat
- Wilhelm Schrader-Rottmers (1909–1972), deutscher Verwaltungsjurist und Richter
- Wolfgang H. Schrader (1942–2000), deutscher Philosoph